# فرودگاه بین‌المللی ال لوا
فرودگاه بین‌المللی ال لوا (به انگلیسی: El Loa International Airport) (به زبان بومی: El Loa Airport) یک فرودگاه مسافربری با کد یاتا CJC است که یک باند فرود آسفالت دارد و طول باند آن ۲۸۸۹ متر است. این فرودگاه در شهر آنتوفاگاستا کشور شیلی قرار دارد و در ارتفاع ۲۲۹۹ متری از سطح دریا واقع شده‌است.